# Terhand
 (février 2023).
Terhand, également appelé Ter Hand, est un hameau au nord-ouest de la ville de Geluwe, qui appartient à la commune ouest-flamande de Wervik. 

## Histoire
Au XVIIIe siècle, la ville se développe autour d'un carrefour de chemin. Le château Ter Beke ainsi que le moulin Terhand y sont construits, mais ils seront détruits durant la Première Guerre mondiale. Le nom Terhand vient d'une auberge dite De Hoge Terhand, qui était un fief durant le Moyen-Âge situé au croisement de deux chemins. La façade en pierre du mur latéral gauche de l'immeuble porte l'inscription "Dans cette taverne, de nobles brigands planifièrent le camp d'Outer et Heerd et versèrent des balles. 1798" - Hommage - 1948" (Commémoration de la guerre des Boers).
Toute la ville est reconstruite après 1920, sans château ni moulin. Les magasin, l'école de quartier ainsi que la chapelle sont reconstruits en 1922. La chapelle est inaugurée en 1938. Après avoir été vacantes, la chapelle et l'école ont été démolies en 2016 pour faire place à une nouvelle salle des fêtes.

## Villes proches
- Dadizele, Beselare, Geluwe

## Lieux et monuments

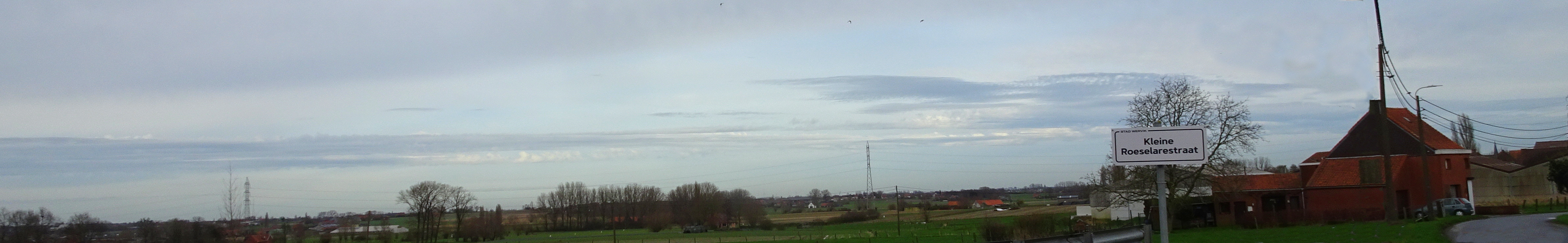
Ter Hand Kleine Roeselarestraat

|  |
|  |

|  |
|  |

|  |
|  |